# Lågtryck

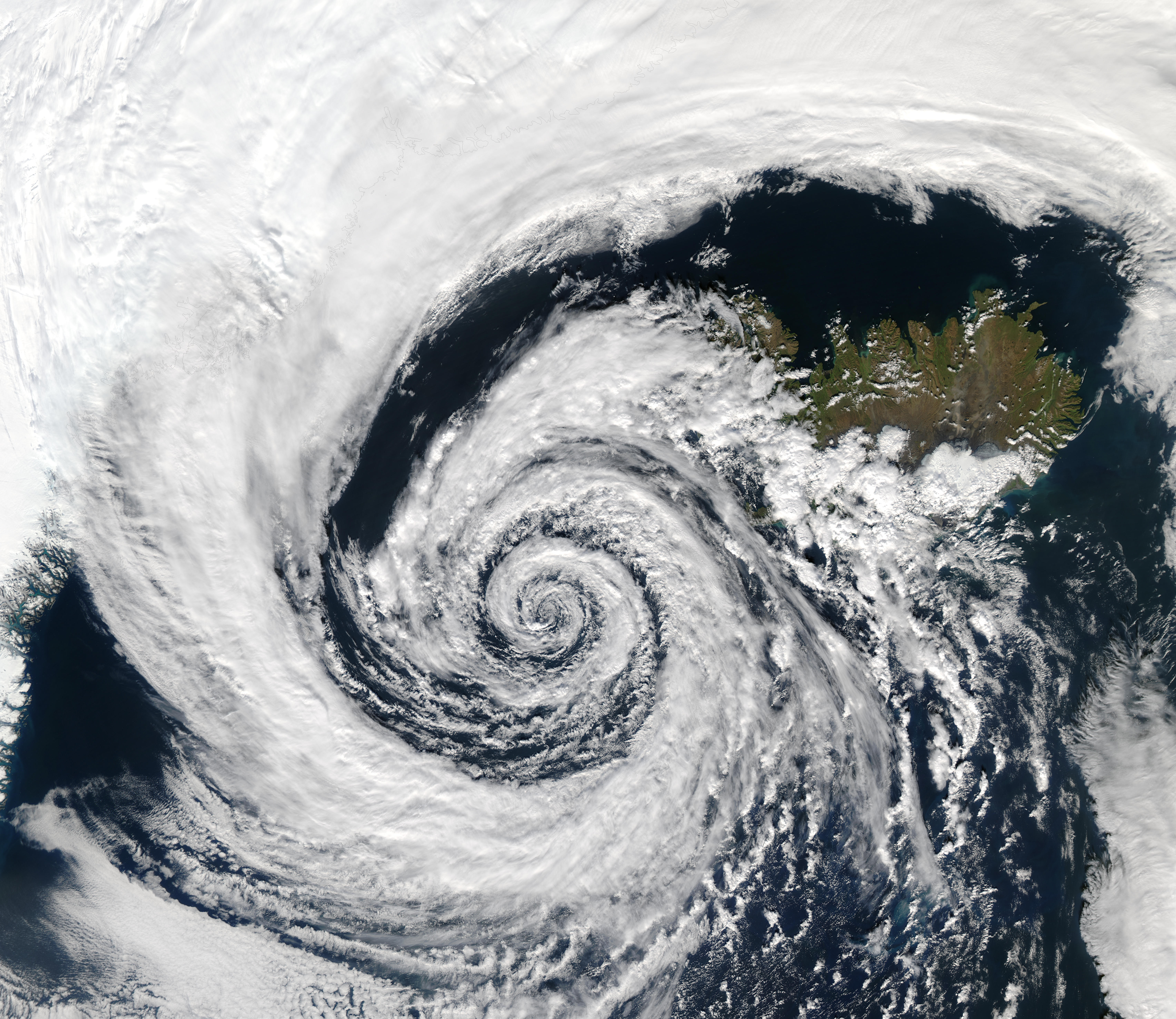
Lågtryck över Island 4 september 2003

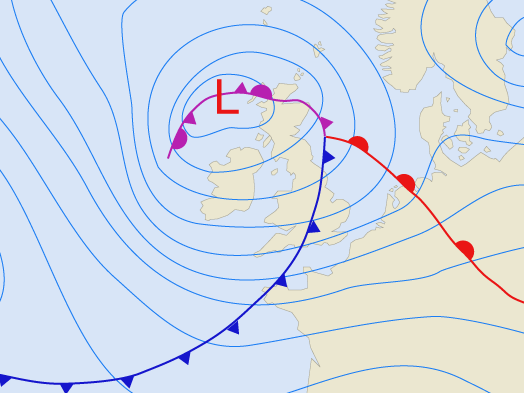
Ett lågtryck väster om Skottland på en väderkarta.

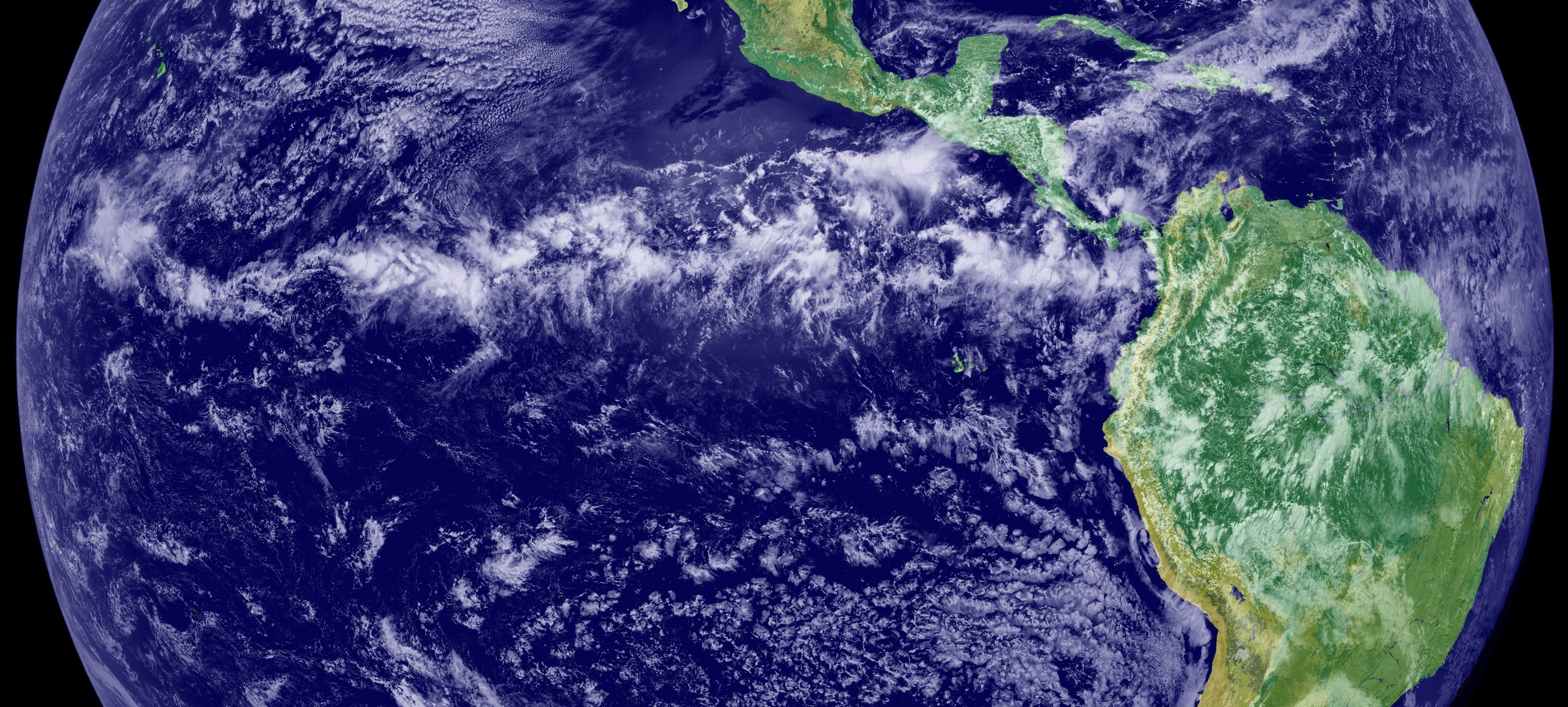
Den intertropiska konvergenszonen syns på denna satellitbild (den 12 juli 2000) som ett molnband, vilket orsakas av den stigande varma och fuktiga luft som i sin tur orsakar lågtryckstråget därunder.

Lågtryck, motsatsen till högtryck (anticyklon), är ett område där lufttrycket är lägre än omgivningen.
På mellanbredderna och högre latituder blåser vinden i en virvel (cyklon) kring och in mot lågtryckets centrum. Corioliseffekten gör att vindarna blåser moturs på det norra halvklotet och medurs på det södra. Ju högre lufttrycksgradienten är, desto kraftigare blir vindarna.
Längs den intertropiska konvergenszonen (ITCZ), där corioliseffekten är svag, bildas istället långsträckta lågtrycksområden, vilka, i samverkan med det subtropiska högtrycksbältet , ger upphov till monsuner och passadvindar. När ITCZ närmar sig vändkretsarna (där corioliseffekten är starkare) under sommar och höst (då havsvattnet är varmt) kan små, men mycket kraftiga, tropiska cykloner "knoppas av" från våglika störningar i detta lågtrycksbälte. Dessa tropiska cykloner kan sedan förflytta sig mot högre latituder, böja av mot nordost på norra halvklotet (sydost på det södra) och därvid omvandlas till "vanliga mellanbreddscykloner", vilka ibland kan orsaka kraftiga oväder.
Det finns flera olika sorters lågtryck. På sommaren bildas värmelågtryck över kontinenter. Dessa ger ofta stora nederbördsmängder i form av regn- och åskskurar. Dessa är så kallade halvstationära lågtryck. 
Rörliga lågtryck hör samman med västvindsbältets vädersystem på bägge hemisfärernas mellanbreddgrader. Dessa så kallade mellanbreddslågtryck uppstår vid gränsen mellan varmare och kallare luftmassor.
På skiljeytan mellan de oliktempererade luftmassorna bildas fronter och längs fronterna kan moln och nederbörd uppstå. Dessa lågtryck förekommer i olika omfattning i världen beroende på fördelningen av kontinenter och hav. De rörliga lågtrycken är en bidragande orsak till väderleksförändringarna i Sverige.
I Europa styrs vädret ofta av rörliga lågtryck från Atlanten som rör sig i en väst-ostlig riktning. Dessa lågtryck föregås vanligen av en varmfront, vilket ger varma vindar innan lågtrycket passerat, och följs av en kallfront som ger kalla vindar då det passerat.
Cykloner/lågtryck har olika namn utifrån dess diametermått. Mesocyklon är benämningen på små cykloner/lågtryck (10-300 km i diameter). De ytterst små kallas misocykloner (tromber).
På väderkartan betecknas lågtryck med det nationella ordets begynnelsebokstav i versal. I Sverige och engelskspråkiga länder således med ett L och i Finland med ett M (matalan keskus).